# Рабежа (река)
Рабежа (устар. Рабежка) — река в России, протекает по Демянскому району Новгородской области и Фировском районе Тверской области. Впадает в озеро Шлино. Длина реки составляет 19 км.
К югу и к западу от истока Рабежи находится бассейн озера Селигер бассейна Волги.
Река протекает по территории Полновского сельского поселения (бывшего Дубровского сельского поселения). Высота устья — 199,1 м над уровнем моря.
На берегу реки стоят деревни: Рабежа, Пустошка и Кувшины.
Правый приток — Песчанка.

## Данные водного реестра
По данным государственного водного реестра России относится к Балтийскому бассейновому округу, водохозяйственный участок реки — Шлина, речной подбассейн реки — Волхов. Относится к речному бассейну реки Нева (включая бассейны рек Онежского и Ладожского озера).
Код объекта в государственном водном реестре — 01040200112102000019945.